# International Gangstas
International Gangstas è un singolo del rapper tedesco Farid Bang, pubblicato in collaborazione con il rapper statunitense 6ix9ine, con il rapper tedesco Capo e con il rapper francese SCH.

## Video musicale
Il videoclip, pubblicato sul canale YouTube WorldStarHipHop l'8 ottobre 2018, ritrae i 4 artisti circondati dal lusso.

## Tracce
1. International Gangstas – 4:43 (testo: Farid Bang, Capo, 6ix9ine, SCH)